# Etoys
eToys є дружнім для дітей комп'ютерним середовищем, яке використовується в освіті, і об'єктно-орієнтованою мовою програмування на базі прототипів.
Середовище eToys має потужні мультимедійні можливості для реалізації програм-сценаріїв, працює на різних апаратно-програмних платформах, є вільними і має відкриті вихідні коди.

## Коротка історія eToys
EToys базується на мові програмування Squeak, яку було розробив Ден Інголс (Apple) в 1996 році.
Squeak є реалізацією Smalltalk — об'єктно-орієнтованої мови програмування, на основі класів. Її було створено командою, яка включала деяких розробників оригінального Smalltalk-80 (Ден Інголс, Тед Кехлер і Алан Кей). Окрім того, у створенні Squeak брали участь Скотт Воллес і Джон Малоні.
У 1996 році члени команди Squeak перейшли працювати в Disney Imagineering Research.
Власне розробку eToys було розпочато і спрямовано Аланом Кеєм для підтримки конструкціоністських ідей навчання, під впливом праць Сеймура Пеайперта і мови програмування Logo.
Розробку оригінального eToys проводили Скотт Воллес, Тед Кехлер, Джон Малоні та Ден Інголс.
Для реалізації освітніх програм та вивчення можливостей впливу на цей процес персональних комп'ютерів, члени команди eToys створили некомерційну установу Viewpoints Research [Архівовано 19 липня 2011 у Wayback Machine.] (зареєстровано в 2001 році).
У 2006—2007 роках eToys, реалізований у Squeak, був використаний в рамках проекту OLPC і встановлений на всіх ноутбуках OLPC XO-1.
У 2009 році був створений Фонд Squeakland, метою якого є сприяння розвитку і використанню eToys як освітнього середовища.
Інститут Viewpoints Research підтримував Фонд Squeakland у 2009—2010 роках, а у січні 2010 року Фонд Squeakland набув статусу окремої юридичної особа.

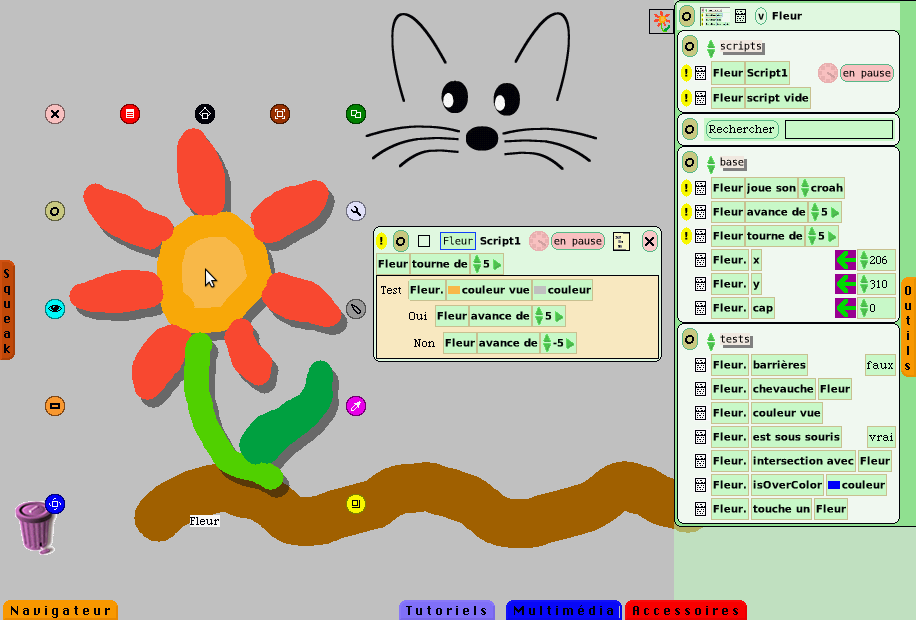

## Мотиви та впливи
Розвитку eToys сприяв Алан Кей його працями по просуванню та підтримці конструкціоністських ідей у навчанні. На розробку середовища вплинули Сеймур Пайперт і мова програмування Logo — діалект Lisp, оптимізований для освітніх завдань; праці наукового центру Xerox PARC (Palo Alto), Smalltalk, HyperCard та StarLogo. Основним розробником є Скотт Воллес. Розвиток основної версії eToys координується освітнім некомерційним науково-дослідним інститутом Viewpoints Research (США) .
Безсумнівний вплив eToys спостерігається у іншому середовищі програмування на основі Squeak, яке відоме як Scratch. Scratch було розроблена з коду eToys на початку 21 століття в MIT Media Lab і орієнтовано на використання в школах та комп'ютерних клубах. Одним з розробників Scratch є Джон Малоні, член команди eToys.

## Особливості
Система eToys заснована на ідеї програмованих віртуальних об'єктів, які «існують» на екрані комп'ютера.
Середовище програмування eToys надає розробникам можливість реалізувати прості, і водночас потужні, сценарії для багатьох видів об'єктів, створених користувачами. Це включає 2D і 3D графіку, зображення, текст, частинки, презентацій, вебсторінки, відео, звуку та MIDI, можливість спільного використання Робочого столу з іншими користувачами Etoys в режимі реального часу (у тому числі по Інтернету).
Середовище і мова програмування є багатомовними і успішно використовується в США, Європі, Південній Америці, Японії, Кореї, Індії, Непалі, Ефіопії та інших країнах.

## Версії
Всі версії eToys засновані на об'єктно-орієнтованих мовах програмування. Squeak eToys однаково працює на більш ніж 20 програмно-апаратних платформах. Існують версії середовища написані трьома мовами програмування. Оригінальні і найбільш широко використовувані — на основі Squeak (діалект Smalltalk). Друга версія теж заснована на Squeak, але використовує додатково середовище програмування Tweak замість використовуваного за замовчуванням у Squeak середовища Morphic. Третя версія заснована на Python і називається PataPata. Розробку PataPata було припиноно його автором.
У 2006 і, 2007 роках, Morphic-версія Squeak було адаптовано для поширення на «освітній машині» OLPC XO-1 — комп'ютері, який іноді називають «стодоларовий ноутбук». Науково-дослідний інститут Viewpoints Research бере участь у програмі асоціації One Laptop per Child (Ноутбук Кожній Дитині) — eToys попередньо встановлено на всіх ноутбуках XO-1 .
Ліцензування є вільним, з відкритим вихідним кодом .
Станом на 2010 рік, ліцензування та поширення eToys 4 відповідає вимогам систем з вільними і відкритими вихідними, такими як різні дистрибутиви Linux.
У 1996 році Apple випустила Squeak під їх «Squeak-ліцензією», яка не кваліфікується як повністю вільне програмне забезпечення. Разом з тим, вихідний код був доступний, та дозволено його модифікація.
У травні 2006 року Apple було переліцензіровано основні компоненти Squeak під ліцензією Apache 2.0 (завдяки Стіву Джобсу, Дену Інголсу та Алану Кею). У Viewpoints Research було досліджено та зібрано письмові угоди переліцензування від кількох сотень учасників розробки проекту. Увесь код в eToys, який не задовольняв умов переліцензування було видалено, переписано або повернуто до більш ранньої версії. Squeak eToys зараз абсолютно безкоштовний і з відкритим вихідним кодом.